# Barclay de Tolly-Weymarn

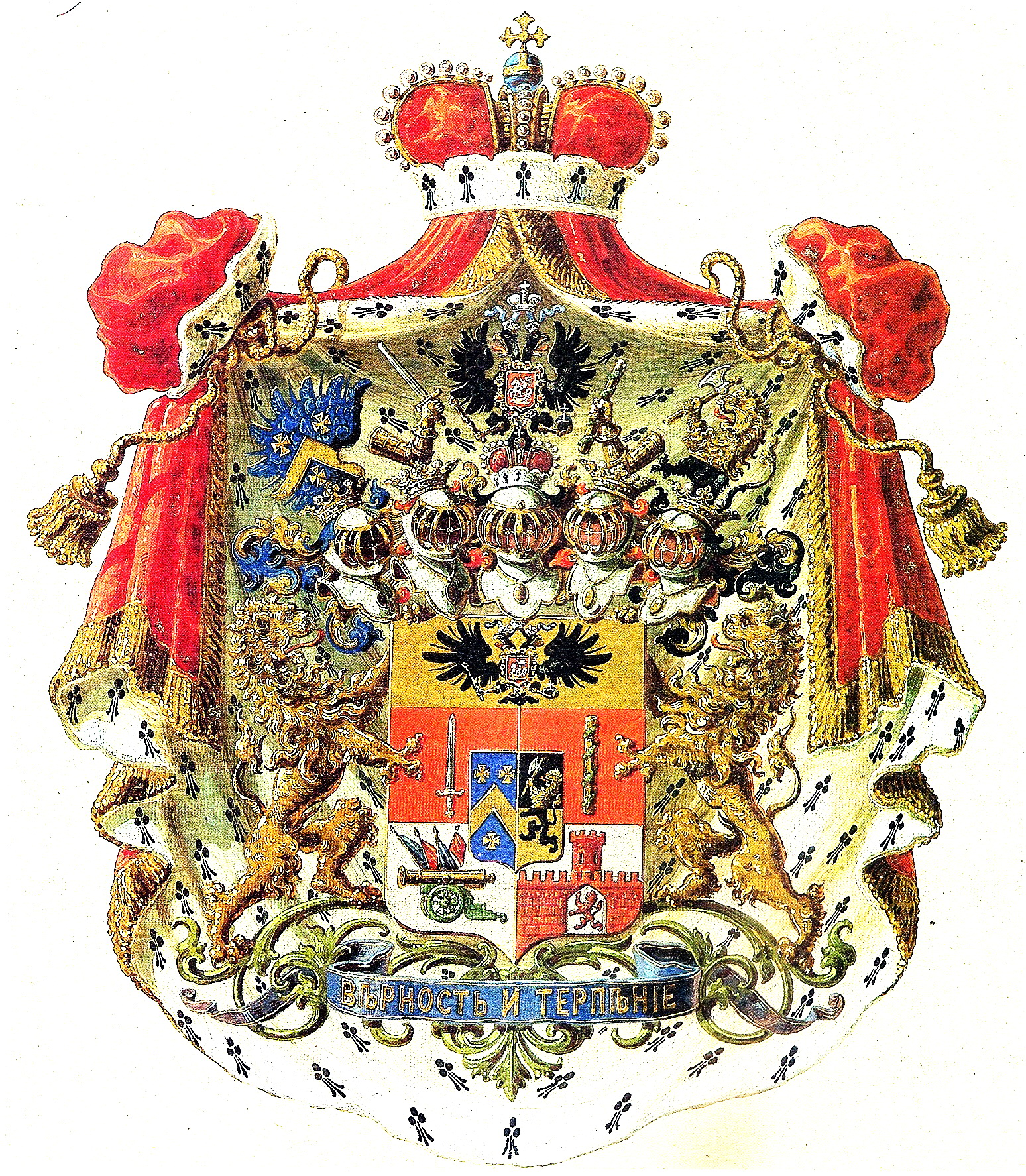
Fürstliches Wappen (1880) Barclay de Tolly-Weymarn

Die Fürsten Barclay de Tolly-Weymarn waren ein baltisches Adelsgeschlecht, das vor allem in Russland zu hohem Ansehen gelangte. Es handelt sich um eine Linie des Adelsgeschlechts Weymarn.

## Geschichte
Der kaiserlich russische Generalfeldmarschall Michael Andreas Barclay de Tolly wurde in Folge seiner herausragenden Leistungen während der Befreiungskriege 1815 in den russischen Fürstenstand gehoben. Nachdem dessen Linie jedoch bereits mit seinem Sohn Fürst Magnus Barclay de Tolly (1797–1871), kaiserlich russischer Oberst und Flügeladjutant des Zaren Alexander II. seinen Ausgang fand, wurde der Fürstentitel zunächst am 17. Mai 1872 durch Senatsverfügung sowie am 2. November 1872 durch Erlass des Zaren auf Michael Andreas Barclay de Tollys Schwesterenkel und Großneffen Alexander Magnus Friedrich von Weymarn (1824–1905), kaiserlich russischer General der Infanterie, der fortan wie die Mitglieder seines Hauses den Titel Fürst mit der Anrede Erlaucht und den Namen Barclay de Tolly-Weymarn führte, erblich übertragen. Mit seinem Enkel, Fürst Nikolaus Barclay de Tolly-Weymarn (1892–1964), kaiserlich russischer Rittmeister im Leibgarde-Husarenregiment ist das Geschlecht erloschen.
Der Familienfideikommiss Beckhof im damaligen Kreis Fellin war bis zur estnischen Landreform 1919 im Familienbesitz. 1883 hatte sich die Familie bei der livländischen Ritterschaft immatrikuliert.

## Wappen
Das fürstliche Wappen (1880) ist geviert und belegt mit einem gespaltenen Herzschild, darin in Blau ein von drei (2,1) goldenen Tatzenkreuzen begleiteter goldener Sparren (Barclay de Tolly), links im von Schwarz und Rot geteiltem Felde ein Löwe verwechselter Farbe, der ein silbernes Beil schwingt (Weymarn) unter goldenem Schildeshaupt, darin der russische schwarze Doppeladler belegt mit Brustschild, darin das Wappen Moskau; 1 in Rot ein aufrechtes gold-begrifftes Schwert mit russischer Inschrift 20 Январь 1814 (20. Januar 1814); 2 in Rot ein aufrechter gold-beschlagener mit russischen Adlern besäter und mit Lorbeerzweigen umwundener grüner Feldmarschallstab; 3 in Silber auf grünem Boden eine französische Kanone, dahinter schräg drei besetzte blau-rot-blaue Fahnen und eine schräge rote Standarte; 4 in Silber eine mit Turm besetzte rote Mauer mit rotem Löwen in schwarzem Tor. Fünf Helme: 1 mit blau-goldenen Decken ein wie das rechte Feld des Herzschildes bezeichneter Flügel; 2 mit rot-silbernen Decken ein ruhender geharnischter goldener Schwertarm; 3 fürstlich gekrönt mit schwarz-goldenen Decken der Doppeladler; 4 mit rot-silbernen Decken ein ruhender geharnischter goldener Arm mit Feldmarschallstab; 5 mit schwarz-goldenen Decken der geteilte Löwe wechselnder Farben (Weymarn) mit silbernem Beil wachsend. Schildhalter: Zwei Goldene Löwen. Wahlspruch: верность и терпение (Treue und Geduld). – Fürstenhut und -mantel.

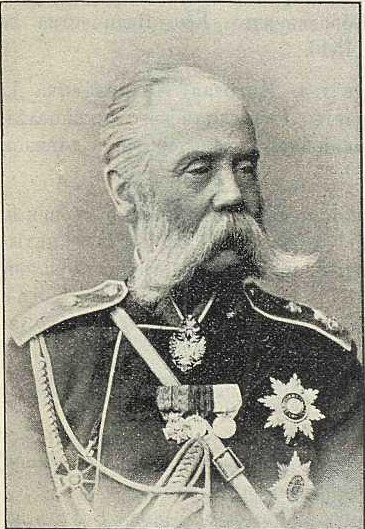
General der Infanterie Fürst Alexander Barclay de Tolly-Weymarn (1824–1905)

## Stammlinie
- Fürst Alexander Magnus Friedrich Barclay de Tolly-Weymarn (1824–1905), Fideikommissherr auf Beckhof, Herr auf Kaskowo, kaiserlich russischer General der Infanterie und Generaladjutant des Kaisers, ⚭ 1849 Freiin Marie Friederike von Seddeler (1825–1868), Tochter des kaiserlich russischen Generalleutnants Freiherr Ludwig von Seddeler
  - Fürstin Alexandrine (Ada) Auguste Olga Barclay de Tolly-Weymarn (1854–1945), Schriftstellerin, ⚭ 1883 Alexis von Krusenstjerna a.d.H. Haggud (1859–1909), Herr auf Stäflö, Kalmar län, kaiserlich russischer Oberst
  - Fürst Ludwig (Louis) Alexander Michael Barclay de Tolly-Weymarn (1859–1903), Kreismarschall von Peterhof, kaiserlich russischer Oberst des Leibgarderegiments der Grodnoschen Husaren und Attaché an der Botschaft in Paris, ⚭ 1882 Katharina Tschernyschew (1861–1925), Tochter des kaiserlich russischen Generalmajors Feodor Sergejewitsch Tschernyschew
    - Fürstin Katharina (Carina) Anna Barclay de Tolly-Weymarn (1887–1984), ⚭I 1909 Charles Loise Victor Ottino (1878–1918), Gutsbesitzer in Stubbington, Grafschaft Hampshire; ⚭II 1926 Paul Alexandrowitsch Schischkow (1887–1958), Dipl.-Ing. Schiffs- und Flugzeugbau
    - Fürstin Marie (Mira) Barclay de Tolly-Weymarn (1890–1975), ⚭ 1906 Wladimir Nikolajewitsch Semigradow (1872–1925), Herr auf Buschory, Gouvernement Bessarabien; ⚭II 1918 Graf Wladimir (Waldemar) Alexandrowitsch Armfelt (1895–1985), kaiserlich russischer Stabsrittmeister des Leibgarde-Dragonerregiments
    - Fürst Nikolaus Barclay de Tolly-Weymarn (1892–1964), Fideikommissherr auf Beckhof, Herr auf Stenfors, Kronobergs län, kaiserlich russischer Rittmeister im Leibgarde-Husarenregiment, ⚭I Margarethe Hot; ⚭II 1933 Sonja Gudrun Elisabeth Ingelsson (1903–1968), Tochter des königlich norwegischen Konsul und Industriellen Carl Wilhelm Ingelsson

  - Fürstin Marie (Mira) Georgia Augusta Barclay de Tolly-Weymarn (1863–1939), ⚭ 1888 Freiherr Georg Christian Joachim von Thuemmler (1858–1922), Herr auf Selka, herzoglich sachsen-altenburgischer Kammerherr und Rechtsritter des Johanniterordens